# Sièges réservés
Pour les articles homonymes, voir siège.
Dans la plupart des systèmes électoraux, il n'est pas prévu de représentation spécifique de certains groupes minorisés. Il existe toutefois plusieurs variantes où des minorités disposent de par la loi de sièges réservés au sein d'une assemblée élue, 
- soit par quota fixe : d'office X sièges ;
- soit par quota flottant : si la minorité A n'a obtenu aucun élu, il lui est d'office attribué un siège ;
- soit par dérogation au seuil électoral : la ou les listes représentant une minorité reconnue peut envoyer un ou plusieurs députés même si elle n'atteint pas le seuil électoral exigé pour les autres listes ou partis politiques

## Quotas fixes

### Afghanistan
La législation électorale d'application pour les élections législatives du 18 septembre 2005 en Afghanistan prévoit que sur les 249 sièges de la Wolesi Jirga (Chambre du peuple) 10 sont réservés pour la communauté nomade des Kuchis, parmi lesquels 68 se sont portés candidats. Au total, 68 sièges sont réservés aux femmes, dont 3 parmi les sièges kuchis.

### Belgique

#### Eurodéputé et sénateur germanophone
La Communauté germanophone de Belgique (environ 71 000 personnes) compte d'office un siège réservé sur le quota belge (25, puis 24 sièges) au Parlement européen, élu directement dans une circonscription germanophone, et un siège sur 60 au Sénat de Belgique, ce dernier est élu par le Parlement de la Communauté germanophone de Belgique. 

#### Région de Bruxelles-Capitale
Au Parlement de la Région de Bruxelles-Capitale, la minorité flamande ne disposait de sièges que selon son importance électorale de 1989 à 1999, soit de 10 à 11 sur 75. Lors des élections de juin 2004, une nouvelle clé de répartition fixe a été appliquée (en résultat des Accords du Lambermont): 72 élus francophones et 17 élus flamands.

### Colombie
L'article 176 alinéa 3 de la Constitution colombienne de 1991 prévoit que "La ley podrá establecer una circunscripción especial para asegurar la participación en la Cámara de Representantes de los grupos étnicos y las minorías políticas y de los colombianos residentes en el exterior. Mediante esta circunscripción se podrá elegir hasta cinco representantes.". Au Sénat, une circonscription électorale spéciale pour les "indigènes" (Amérindiens) a été créée dès 1991, avec deux élus, la Chambre des représentants a suivi cet exemple à partir de 1998, également avec deux élus.

### Croatie
Le Parlement croate compte 152 membres, dont 140 élus dans les circonscriptions électorales, 8 par les minorités et 4 par la diaspora.

### Fidji
Sur les 71 membres de la Chambre des représentants, 46 étaient élus sur la base de critères ethniques. À la suite toutefois du coup d'État de  2006, le Parlement datant de l'indépendance du pays en 1970 est abrogé. Le contre-amiral Voreqe Bainimarama introduit une nouvelle constitution qui la remplace par l'actuel Parlement des Fidji, sans critères électoraux ethniques et donc sans sièges réservés.

### Irak
Aucun texte légal ne mentionne de quotas ou de sièges réservés pour les diverses composantes ethniques et religieuses de la population irakienne à l'Assemblée nationale élue le 30 janvier 2005, mis à part un souhait général que toutes "soient équitablement représentées", sans traduction légale concrète.

### Iran
À la suite de la révolution constitutionnelle de 1906 en Iran, un parlement (majlis) est mis sur pied et inclut des sièges réservés pour les minorités religieuses reconnues (gens du livre) : chrétiens, juifs et zoroastriens. La nouvelle constitution iranienne mise en place à la suite de la révolution islamique de 1979 reprend l'idée, et dans chacun des 7 majlis élus depuis 1980 pour 4 ans siègent ainsi 2 chrétiens arméniens, 1 chrétien assyrien (ou assyro-chaldéen), 1 juif et 1 zoroastrien.

### Liban
Au Liban, où les assemblées élues ou nommées pendant la période ottomane et sous le mandat français l'étaient déjà sur une base de représentation confessionnelle depuis le milieu du XIXe siècle, tous les sièges parlementaires sont répartis suivant une clé préétablie en 1943 (Pacte national) et modifiée en 1989 (Accord de Taef) entre les différentes communautés confessionnelles du pays. 

### Macédoine
Le 30 août 2007, le gouvernement macédonien a annoncé une modification législative visant à créer 13 sièges réservés au parlement, 4 pour la minorité turque, 2 pour la minorité rom, 2 pour la minorité serbe et 1 pour chacune des plus petites minorités aroumaine et bosniaco-musulmane. Trois sièges vont par ailleurs être attribués à la diaspora macédonienne, 1 pour l'Australie, 1 pour l'Europe et 1 pour les États-Unis. Le nombre de sièges au parlement passera ainsi de 120 à 133. 

### Monténégro
Au parlement monténégrin, 5 sièges sur 81 sont réservés pour la minorité albanaise

### Palestine
L'Autorité palestinienne a hérité de l'organisation de l'Empire ottoman et de la Jordanie l'existence de sièges réservés dans le premier Conseil législatif palestinien où six sièges étaient réservés pour les Chrétiens et un pour les Samaritains. Pour les élections de 2006, ce dernier siège a été supprimé, seuls ceux des Chrétiens ont été maintenus.

### Slovénie
L'Assemblée nationale slovène (Državni Zbor) compte 90 membres, élus pour un mandat de 4 ans. 88 sont élus au scrutin proportionnel plurinominal et 2 par les minorités ethniques (les Italiens et les Hongrois) selon la méthode Borda.

### Suisse

#### Canton de Berne
Dans le canton de Berne, la constitution cantonale garantit au minimum un siège aux habitants du Jura bernois (districts francophones) sur les sept que compte le Conseil exécutif. Au Grand Conseil, le Jura bernois a droit à 12 sièges.

## Quotas flottants

### Maurice
L'Assemblée nationale compte 62 élus directs et entre 4 et 8 représentants des minorités ethniques et religieuses désignés par la Cour Suprême selon un système dénommé des "meilleurs perdants" parmi les candidats non élus des partis ou alliances électorales représentés au parlement.

### Nouvelle-Zélande
En Nouvelle-Zélande, l'Option māori prévoit que tout électeur peut volontairement s'inscrire sur une liste d'électeurs māori (Maori roll) qui déterminera le nombre de sièges réservés pour cette minorité ethnique au Parlement. Cela n'empêche toutefois aucunement des candidats māori de se faire élire dans la catégorie électorale générale, du moment qu'ils ne se sont pas inscrits sur la liste d'électeurs māori.

### Suisse

#### Canton de Berne
Au Grand Conseil du canton de Berne, outre les 12 sièges garantis au Jura bernois, les francophones ont droit à une part proportionnelle des sièges du district électoral bilingue de Bienne-Seeland (actuellement 3 sièges sur 26).

### Tunisie
Sous le régime de Ben Ali, un quota minimum de 20 % des sièges était réservé à la Chambre des députés aux listes d'opposition, sous prétexte de garantir le pluralisme politique malgré la domination électorale du parti au pouvoir (le RCD récoltait régulièrement entre 80 et 90 % des suffrages, ce qui lui assurait le contrôle de la totalité des circonscriptions).

## Dérogation au seuil électoral

### Allemagne
Le système en vigueur dans les Länder allemands du Schleswig-Holstein et du Brandebourg constitue une variante des sièges réservés, puisque pour les partis représentant une minorité ethnique reconnue, les Danois et les Frisons dans le premier cas, les Sorabes dans le second, il est dérogé à la règle électorale du seuil de 5 %, au-dessous duquel un parti ne peut être représenté au Landtag.

### Pologne
Les partis doivent obtenir 5 % des suffrages (8 % pour les coalitions) pour pouvoir être représentés au Parlement polonais. Les partis représentant des minorités ethniques ne sont pas concernés par ce quorum, mais seule l'organisation représentant la minorité allemande en bénéficie concrètement.

### Roumanie
La Chambre des Députés compte 332 membres élus dans des circonscriptions électorales au suffrage universel. La norme de représentation est de un député pour 70 000 habitants. La Constitution de la Roumanie et la Loi électorale confèrent aux organisations des citoyens appartenant a des minorités nationales, au cas où celles-ci n'auraient pu obtenir aux élections au moins un mandat de parlementaire, le droit a un mandat de député, si elles obtiennent au niveau de tout le pays un nombre de suffrages d'au moins 5 % du nombre moyen de suffrages valablement exprimés pour l'élection d'un député à l'échelon national. Les mandats attribués aux organisations des citoyens appartenant aux minorités nationales, dans les conditions fixées par la Loi électorale, s'ajoutent aux mandats de députés résultés de la norme de représentation.

### Serbie
Les 250 représentants au Parlement serbe sont élus pour une législature de 4 ans au suffrage universel direct ; chaque parti déclaré produit une liste unique de candidats pour toute la Serbie et reçoit un nombre de représentants proportionnel au nombre de votes atteints dans tout le pays ; cependant, ne sont pris en compte que les votes provenant des circonscriptions où il obtient au moins 5 % des voix. Cette dernière condition n'est toutefois pas nécessaire pour les partis s'étant enregistrés comme partis de minorités ethniques qui n'ont besoin que de 0,4 % des voix.

## Sièges réservés dans des institutions non élues
À la Cour suprême du Canada, trois juges sur neuf sont originaires du Québec. (art. 6 de la loi sur la cour suprême)